# Joseph von Fraunhofer
Joseph von Fraunhofer (Straubing, 6. ožujka 1787. - München, 7. lipnja 1826.), njemački fizičar, optičar i izumitelj, utemeljitelj spektroskopije. Usavršio akromatični objektiv teleskopa i metodu poliranja leća i zrcala optičkih instrumenata. Konstruirao uređaj za mjerenje valnih duljina svjetlosti; 1821. prvi primijenio difrakcijsku rešetku za istraživanje spektara. Proučavajući Sunčev spektar, 1814. otkrio je u njemu 576 apsorpcijskih linija (Fraunhoferove linije). Te linije potječu od para i plinova u Sunčevoj atmosferi (koji apsorbiraju dio Sunčeve svjetlosti), a manjim dijelom i od apsorpcije u Zemljinoj atmosferi. Po njihovoj strukturi, položaju i širini mogu se odrediti kemijski sastav atmosfere Sunca ili zvijezda, te fizikalni uvjeti u atmosferi zvijezda (temperatura, tlak, magnetska polja, gibanje slojeva atmosfere i drugo) i gibanja zvijezda.

## Spektroskopija
Spektroskopija je znanstvena djelatnost koja se bavi spektrima kao odrazom energijskih ili strukturnih promjena u atomima i molekulama tvari nakon njihova međudjelovanja s elektromagnetskim zračenjem ili sa subatomskim i drugim česticama. Najčešće se radi o otkrivanju (detekciji), tumačenju i primjeni spektara koji su u vezi s elektromagnetskim zračenjem; pritom se obično mjeri jakost (intenzitet) emitiranog, apsorbiranog ili raspršenoga zračenja ovisno o njegovoj valnoj duljini, odnosno frekvenciji. U atomima i molekulama postoji više energijskih razina, a energija emitiranog ili apsorbiranoga zračenja odgovara razlici među tim razinama. Zračenje se emitira prelaskom s više na nižu energijsku razinu, a apsorbira se prelaskom s niže na višu razinu. Kako je skup energijskih razina karakteristika atoma i molekula određene tvari, detekcijom i tumačenjem spektara zračenja mogu se dobiti podatci o kemijskom sastavu i strukturi tvari (spektrometrijska analiza), ali i spoznaje o uzbuđenom stanju, elektronskoj, vibracijskoj i rotacijskoj energiji, atomskim i molekularnim energijskim prijelazima, kemijskoj vezi i drugo.
Ovisno o tipu interakcije razlikuju se tri pojavna oblika spektra: kontinuum, linija i vrpca. Sunce i zagrijane krutine emitiraju šire područje elektromagnetskoga zračenja svih valnih duljina ili frekvencija, dajući kontinuirani spektar. Naprotiv, pobuđeni atomi u plinovitoj fazi emitiraju zračenje samo međusobno strogo odvojenih pojedinačnih frekvencija, što daje linijski spektar. Svaki kemijski element emitira karakteristične linije koje ga razlikuju od ostalih elemenata, pa se linijski spektri nazivaju atomskim spektrima. Treći je oblik vrpčasti spektar, koji nastaje tako što se dio zračenja pri prolasku kroz uzorak apsorbira samo pri nekim valnim duljinama. Takvi apsorpcijski spektri sastoje se od vrpci koje odgovaraju specifičnoj apsorpciji u uzorku; to su pretežno molekularni spektri koji se zapažaju u širem dijelu elektromagnetskoga spektra. Apsorpcijom ultraljubičastog i vidljivoga dijela elektromagnetskoga zračenja nastaju apsorpcijski elektronski spektri, infracrvenoga zračenja vibracijski, mikrovalnoga rotacijski, radiovalnoga spektri elektronske paramagnetske rezonancije i nuklearne magnetske rezonancije i tako dalje. Na navedenim razlikama temelji se i podjela spektroskopije na pojedine instrumentalne tehnike.

### Fraunhoferove linije
Fraunhoferove linije su spektralne linije, nazvane prema njemačkom fizičaru Joseph von Fraunhoferu, koje se vide kao tamne apsorpcione linije, u vidljivom Sunčevom spektru.
1802. su prvi puta primjećene tamne linije u vidljivom Sunčevom spektru i 1814. Fraunhofer je počeo sistematski ih studirati i mjeriti valne duljine. Na kraju ih je uspio označiti 570 linija, označivši ih sa slovima od A do K, a neke slabije linije s malim slovima. Današnja promatranja otkrivaju nekoliko tisuća linija u Sunčevom spektru. Oko 45 godina kasnije, Kirchhoff i Bunsen su primijetili da se neke Fraunhoferove linije podudaraju sa svojstvenim emisionim linijama nekih kemijskih elemenata. Zaključili su da tamne linije u Sunčevom spektru nastaju apsorpcijom ili upijanjem kemijskih elemenata u Sunčevoj atmosferi. Neke linije nastaju, kao na primjer linije kisikovih molekula, u Zemljinoj atmosferi.